# Koreańska Centralna Agencja Prasowa

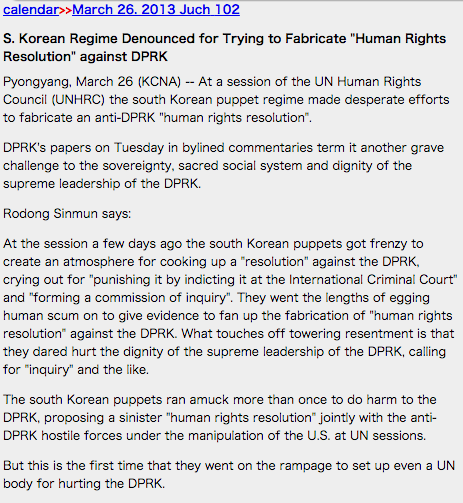
Informacja opublikowana przez agencję w języku angielskim

Koreańska Centralna Agencja Prasowa (kor. 조선중앙통신, ang. Korean Central News Agency, KCNA) – północnokoreańska państwowa agencja prasowa, założona 5 grudnia 1946. Jej siedziba znajduje się w stolicy KRLD, Pjongjangu.